# William Hogarth
William Hogarth (født 10. november 1697, død 26. oktober 1764) var en engelsk maler, gravør og pioner som billedsatiriker. Hans arbejder går fra fremragende realistiske portrætter til tegneserieagtige billedserier. Meget af hans kunst gjorde grin med tidens politik og moral. I Danmark blev Hogarth særlig kendt og omtalt i kraft af tyskeren Georg Lichtenbergs udgivelse af hans kobberstik fra 1794-1833.